# Mar Besses i Casanovas
Mar Besses i Casanovas   (Sant Joan Despí, 6 de juliol de 1998) és una politòloga i política catalana.

## Trajectòria
Pel que fa a la formació, va passar per l'Espai 3 i l'Institut Jaume Salvador i Pedrol. Després, es va llicenciar en Ciències Polítiques per la Universitat Autònoma de Barcelona i va obtenir un postgrau en Dret Internacional i Justícia Penal per la Universitat Oberta de Catalunya, així com un màster en Polítiques Públiques per la Universitat de Barcelona.
Abocada sobretot a la política municipal, s'hi va implicar per primera vegada el 2014, amb 16 anys, en l'organització juvenil conjuntural per la consulta sobre el futur polític de Catalunya. Forma part de la generació que va viure de ben jove el Primer d'Octubre. El 2014 va entrar en contacte amb el Jovent Republicà, del qual va començar a formar part per convicció ideològica l'any següent, amb 17 anys. En el si d'aquesta organització va assumir diversos càrrecs locals i comarcals fins al 2020, quan va esdevenir-ne la secretària en política municipal.
El 2019, en les seves primeres eleccions municipals amb dret a vot, va ser elegida regidora d'Esquerra Republicana de Catalunya a l'Ajuntament de Sant Joan Despí, el seu municipi natal, i hi va exercir a l'oposició junt amb quatre companys de formació. Alhora, formava part de l'oposició al Consell Comarcal del Baix Llobregat, dins de la qual va impulsar una moció per a la creació d'un bus interurbà entre el Baix Llobregat i la Universitat Autònoma de Barcelona. El 2023, es va mantenir al consistori municipal en el mandat següent repetint com a segona de la llista, malgrat que ERC passés a tenir-hi solament 2 edils pels resultats electorals, i va deixar el consell comarcal.
El 2024, es va presentar a les eleccions al Parlament de Catalunya com la candidata número 10 de la llista d'ERC per la circumscripció de Barcelona, en representació de les joventuts del partit. Va accedir a la cambra en la quinzena legislatura i va ser seleccionada com a membre de la Mesa d'Edat, juntament amb Agustí Colomines i Júlia Calvet, amb el càrrec de secretària.
Professionalment, fora de l'àmbit polític, treballa des del 2022 per a Portacabot, una empresa consultora que dissenya projectes estratègics per a entitats locals, com ajuntaments, la Generalitat de Catalunya i les diferents diputacions del país. Amb la seva entrada al Parlament, agafarà una excedència d'aquesta feina.

## Ideologia
Es considera independentista, feminista, socialista i d'esquerra. És partidària de mantenir i millorar la immersió lingüística a Catalunya i de l'amnistia als encausats pel Procés. També defensa la redistribució de la riquesa i l'estat del benestar. Pren com a referent del seu partit Pere Aragonès, que també havia passat per les JERC.

## Vida personal
És afeccionada per l'esport: ha competit en esquí de fons i curses de muntanya, va fer dansa contemporània durant 15 anys a l'Escola Marta Roig, i va practicar en menor mesura la vela. Pel que fa al gust musical, escolta Oques Grasses, The Tyets i Taylor Swift.
És filla de Francesc Besses, periodista de TV3, i d'una farmacèutica que treballa en un laboratori. Té una germana petita anomenada Berta i una tia francesa. El 2021, va conèixer la seva parella en l'espai polític de les JERC.
Viu a Sant Joan Despí, la seva ciutat natal. És sòcia d'Òmnium Cultural i de l'entitat local Despinçats, de Sant Joan Despí.
A més de saber parlar català i castellà, té cert coneixement del francès i de l'anglès, per aquest ordre.